# Назарій (Блінов)
Архієпископ Наза́рій (24 січня 1852, Казань — 18 червня 1930, Тобольськ) — архієрей Російської православної церкви та її Українського екзархату. Хіротонізований 1910. Очолював Черкаський вікаріат і Тобольську єпархію, тимчасово керував Київською та Челябинською єпархіями.

## Біографія

### Юність
Микола Михайлович Блінов народився 24 січня 1852 року у дворянській сім'ї міста Казані.
У 1871 році закінчив Санкт-Петербурзьку 1-у класичну гімназію і два курси Санкт-Петербурзького університету. У 1875 році закінчив Костянтинівське військове училище і зарахований на військову службу. З 1884 року — вихователь Нижньогородського Аракчеєвського корпусу.

### Початок служіння
У 1887 році прийнятий до числа братії Києво-Печерської Лаври і призначений у канцелярію Духовного Собору. У 1888 році — помічник керуючого лаврською друкарнею.
У 1890 році — правитель канцелярії Духовного Собору Лаври, пострижений у чернецтво. Був висвячений в сан ієродиякона в 1892 році і у сан ієромонаха в 1893 році. З 1896 року — керуючий Лаврською друкарнею. У 1901 році возведений у сан архімандрита. З 1903 року — еклесіарх Лаври.
З 1909 року — понадштатний член Київської духовної консисторії.

### Архієрейське служіння

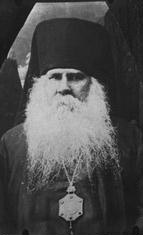
Архієпископ Назарій (Блінов), кінець 1920-х.

31 січня 1910 був хіротонізований в єпископа Черкаського, вікарія Київської єпархії. Хіротонію здійснювали: митрополити Санкт-Петербурзький Антоній (Вадковський), Київський Флавіан (Городецький) і Московський священномученик Володимир (Богоявленський), архієпископи Віленський Никандр (Молчанов), Ярославський святитель Тихон (Беллавін), Варшавський Миколай (Зіоров), Псковський Арсеній (Стадницький), єпископи Оренбурзький Іоаким (Левицький), Полтавський Іоанн (Смирнов), Вологодський Никон (Рождественський), Кишинівський священномученик Серафим (Чичагов), Холмський Євлогій (Георгієвський), Гомельський священномученик Митрофан (Краснопольський), Нарвський Никандр (Феноменов), Чигиринський Павел (Преображенов), Мамадишський Андрій (Ухтомський) і колишній Ковенський Кіріон (Садзаглішвілі).
Владика Назарій залишався Черкаським вікарієм до 1921 року. У 1919–1921 роках тимчасово керував Київською єпархією. Забороняв звершувати літургії українською мовою та засновувати нові парафії. Усіх «порушників» він відсторонив від богослужінь. 
У 1922 році був арештований, а у 1922–1923 році — висланий із Києва разом з іншими українськими архієреями. З квітня по червень 1923 року був у'язнений в Бутирській в'язниці Москви.
У 1925 році патріархом Тихоном возведений у сан архієпископа і призначений на Тобольську кафедру. З 1927 до 1928 року також тимчасово управляв Челябинською єпархією.
З 1928 року був на спочинку, проживав у Московському Симоновому монастирі. Помер не раніше 27 листопада 1932, коли брав участь у хіротонії Іосифа (Чернова) у єпископа Таганрозького.